# Dante Donegani
Dante Vittorino Donegani (Pinzolo, 1957) è un architetto e designer italiano co-fondatore del bolidismo.

## Biografia
Si laurea in Architettura a Firenze nel 1983 e nel 1986 ottiene il master in Design presso la Domus Academy (Milano).
Lavora dal 1983 al 1985 al Superstudio di Firenze con l’Architetto Toraldo di Francia e nel 1986 è tra i fondatori del Bolidismo. In quegli stessi anni collabora con Marco Zanuso e Andrea Branzi e dal 1988 al 1992 entra a far parte dello staff della Corporate Identity Olivetti con Hans Von Klier, progettando showrooms, mostre d'arte e sistemi di identità aziendale.
Ricopre il ruolo di direttore del corso di Master in Design per Domus Academy dal 1992 al 2012, e dal 2013 al 2020 quello di direttore del Dipartimento di Product Design in Naba, dove  è membro del Comitato Scientifico.  Insegna e tiene conferenze e workshop presso Atenei in tutto il mondo, tra cui Politecnico di Milano, East China Normal University (Shanghai), Yeditepe University (Istanbul), Temasek Politechnic (Singapore), Illinois Institute of Technology (Chicago), Sookmyung Women’s University (Seoul), Hongik University (Seoul), Holon Institute of Technology (Tel Aviv), Istanbul Technical University (Istanbul), Bilgi University (Istanbul).
Progetta prodotti per la casa e l’ufficio per Isuzu, Memphis, Stildomus, Radice, Play+, Cyrcus, JCDecaux, Viceversa, Gufram, Vitra, Kelebek, Luceplan, Edra e Rotaliana per la quale cura la direzione artistica dal 2001 realizzando prodotti di illuminazione che portano nel 2005 al premio IF Product Design Award per la sospensione Lisca e, tre anni più tardi, la menzione al XXI Compasso d'oro del 2008 con Multipot, un vaso illuminante con altre funzioni quali svuota tasche e ricarica di apparecchi elettronici.
La chaise longue Passepartout, omaggio alla mostra di Italy: The New Domestic Landscape del 1972, è disegnata per la casa Azioni a scomparsa, prodotta da Edra nel 1998, e ora presente nelle collezioni permanenti del Moma di San Francisco  e del Museo del Design della Triennale di Milano, oltre ad essere stata esposta alla National Gallery di Londra nel 2005 e al Victorian and Albert Museum nel 2007. Passepartout viene utilizzato per la copertina del singolo Survive dal cantante David Bowie nel 2000, nella pubblicità dell'azienda Filodoro con la miss Italia Anna Valle oltre che sulle confezioni delle calze a rete.
Dal 1986 partecipa come curatore ad esposizioni italiane e internazionali come Italia Giappone: Design come stile di vita, Kobe e Yokohama (2001); Biennale di Architettura, Padiglione Italia nella mostra curata da Mirko Zardini: Notizie dall' interno, Venezia (2004).
Con Andrea Branzi realizza progetti di architettura quali Enciclopedia del ventesimo  secolo, per il Muro di Berlino (1987), Manhattan Waterfront (1989) e Agronica (1995), il cui modello fa parte della collezione del Centro Georges Pompidou di Parigi.
Dal 2020 è membro del consiglio di amministrazione del Museo Galileo a Firenze, su incarico del Ministero Italiano dei Beni Artistici e Culturali.